# Klasifikace (školství)

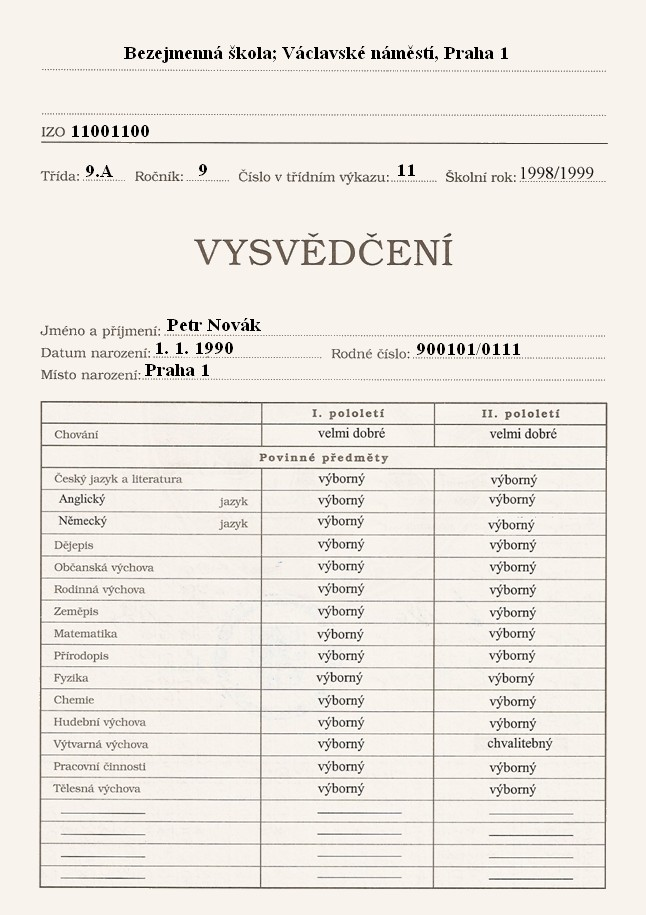
Vysvědčení, druhý stupeň ZŠ

Klasifikace ve školství je hodnocení žáka spojené s pedagogickou evaluací (hodnocením), tedy zjišťováním, porovnáváním a vysvětlováním informací charakterizujících stav, kvalitu a efektivnost činnosti. Možností, jak se dá žák (student) klasifikovat, je mnoho. Jako dvě nejčastější formy hodnocení se uvádí klasické známkování, proti němuž stojí slovní hodnocení (tedy kvantitativní vs. kvalitativní). V praxi se však tyto i další níže zmíněné formy propojují. Známkování je využíváno především na základních a středních školách (event. na vyšších odborných školách či konzervatořích), některé střední školy ale už kromě známkování používají i hodnocení slovní či bodové, příp. některé způsoby prolínají. Na vysokých školách je využíván způsob hodnocení na standardní klasifikační stupnici ECTS.

## Kvantitativní hodnocení (známkování)
Za kvantitativní hodnocení je považováno hodnocení vyjádřené známkou, tedy numerického označení nějakého výkonu (či použitím jednoznačného slovního čí písmenného ekvivalentu). Jde o nejčastější formu hodnocení na školách (jednoduchost, přehlednost, rychlá orientační hodnota). Poprvé jej v 18. století užil William Farish na Univerzitě v Cambridgi. Známkování (stejně jako slovní hodnocení) není metoda, ale způsob hodnocení a záleží na učiteli, jak jej použije. Zároveň je i odraz učitelovy práce. Známka je pro rodiče signál, zda vše probíhá, jak má. Učitel hodnotí nejen vědomosti a dovednosti žáka, zahrnuje i motivy, vyjadřovací schopnosti, chování apod., což je problém, který vede k mnoha úskalím. Ježová ve své práci zmiňuje, že někteří pedagogové a psychologové poukazují na zápory známkování – rozdílné požadavky učitelů, učení se „kvůli známkám“, děti si získané informace samy nedoplňují a nezdokonalují. Oproti tomu stojí klady, nad kterými jednoznačně stojí zvyklost veřejnosti na klasické škále známek (například 1–5), ve kterých je jasně vidět ne/úspěch dítěte. Jednotnost klasifikace je pak používána ke srovnání mezi školami i u přijímacích řízení na vyšší stupně.
Známkování probíhá na základě předložených znalosti, respektive po kontrole naučených znalosti pedagoge. Následně může probíhát srovnání s ostatními spolužáky, které může určit postavení žáka ve třídě  (úspěšný, průměrného, podprůměrného, sprt, šašek). Výhodou je porovnávání žáků mezi sebou, nevýhodou škatulkování (trojkaři, čtverkaři apod.), jelikož je obtížné danou „škatulku“ opustit. Známky mají daleko větší význam, když jsou žákům vysvětleny. V poslední době probíhají diskuse o způsobech hodnocení a pokusy změnit jeho tradiční způsoby. Funkcí známkování podle Vališové a Kasíkové (2007) je:
- informativní (minimálně): informuje o tom, jakých výsledků žák docílil a souvisí s funkcí kontrolní,
- formativní: průběžné hodnocení, které slouží primárně žákovi,
- sumativní: závěrečné hodnocení, které slouží převážně někomu jinému, ne žákovi – závěrečné vysvědčení (informace pro rodiče nebo pro přijímací řízení na další školu; plní funkci dokladu výkonu a výsledku zkoušek žáka).

Známka posuzuje myšlení, samostatnost, kreativitu, schopnost spolupráce. Ale neukazuje příčinu žákových problémů ani jejich vznik, nenabízí řešení. Neposkytuje žádné informace o tzv. sociální kvalifikaci žáka (schopnostech kooperovat v pracovním kolektivu) o jeho píli, tvořivosti, vytrvalosti v učení apod. Známkování je objektivní výstup hodnocení žáka z dané látky. Nezahrnuje však snaživost žáka. nicméně snaha může být oceněna, ale k profesionalitě do budoucího povolání nestačí.

## Kvalitativní hodnocení (slovní)
Kvalitativním hodnocením se rozumí alternativní slovní hodnocení, což je rozsáhlejší vyjádření o úrovni a možnostech dítěte ve vztahu k cíli vyučování. Slovní hodnocení bylo v ČR zavedeno v roce 2005. Učitel usměrňuje žákovu činnost a navrhuje cestu ke zlepšení výkonu. Kateřina Krejčířová v její diplomové práci uvádí, že mezi negativa této formy hodnocení je řazena časová náročnost, může docházet k typizování (roztřiďování) žáků a neumožňuje porovnávání výkonů, což je možné chápat i jako klad, nediskriminuje výkonnostně slabší žáky. Mezi klady se dále řadí již zmíněná možnost doporučení cesty k lepšímu výkonu a pomoc při motivaci. Ovšem ani slovní hodnocení není zárukou objektivity (jde o subjektivní hodnocení učitele).

## Další formy hodnocení
Mezi další možnosti a způsoby hodnocení žáka lze zařadit:
- jednoduché neverbální hodnocení (úsměv, gesto, dotyk)
- jednoduché verbální hodnocení (slovní zhodnocení: ano/ne, krátké slovní vyjádření s emocemi: Dnes jsi mě potěšil.)
- označování žáků podle výkonnosti či chování (určení míst žáků podle výsledků, symboly – například slaměný věnec)
- písemná a grafická hodnocení (charakteristika dítěte, grafy, škály)
- oceňování výkonů (výstava prací dětí, pověření obtížnějším/lehčím úkolem, pověření vůdce skupiny)

## Příklady

### Příklad klasifikace na základních a středních školách
Zatímco na prvním stupni základní školy (od 1. do 5. třídy) jsou děti hodnoceny škálou od 1 do 5, na druhém stupni a středních školách jsou žáci hodnoceni slovními výrazy.
| Stupeň | Chování      | Prospěch     | Celkové hodnocení         |
| ------ | ------------ | ------------ | ------------------------- |
| 1      | Velmi dobré  | Výborný      | Prospěl(a) s vyznamenáním |
| 2      | Uspokojivé   | Chvalitebný  | Prospěl(a)                |
| 3      | Neuspokojivé | Dobrý        | Neprospěl(a)              |
| 4      | –            | Dostatečný   | -                         |
| 5      | –            | Nedostatečný | -                         |

### Příklad klasifikace na vysokých školách
Každý předmět na vysoké škole je zakončený buď zkouškou (která může být ústní, může však být i písemná, případně mít písemnou a ústní část, tedy kombinovaná), kolokviem (rozprava ve skupině) či zápočtem (písemný test, semestrální práce, referát, účast na přednáškách/cvičeních/seminářích). V rámci studia je pak na jeho konci též uzavírán příslušný typ státní zkoušky.
| Zkouška               | Zkouška (klasická číselná stupnice) | Kolokvium     | Zápočet         | Splnil? |
| --------------------- | ----------------------------------- | ------------- | --------------- | ------- |
| A (výborně)           | 1 (výborně)                         | P (prospěl)   | Z (započteno)   | ano     |
| B (výborně minus)     | 1,5 (velmi dobře)                   | –             | –               | ano     |
| C (velmi dobře)       | 2 (dobře)                           | –             | –               | ano     |
| D (velmi dobře minus) | 2,5 (uspokojivě)                    | –             | –               | ano     |
| E (dobře)             | 3 (vyhovující)                      | –             | –               | ano     |
| F (nevyhověl)         | 4 (nevyhovující)                    | N (neprospěl) | N (nezapočteno) | ne      |
| U (uznáno)            | -                                   | U (uznáno)    | –               | ano     |

## Typy hodnocení
Protože typů hodnocení existuje celá řada, jsou zde uvedené pouze některé, o kterých se zmiňuje Vališová v Pedagogice pro učitele:
- Formativní hodnocení (průběžné, dílčí zhodnocení úspěchu, zaznamenání míry ne/úspěšnosti v porovnání s cílem)
- Sumativní hodnocení (závěrečné, zhodnocení prospěchu žáka, které je prováděno na konci výuky předmětu, programu nebo školního roku, např. vysvědčení)
- Normativní hodnocení (porovnávání výkonů různých žáků, na základě stejných úloh řešených ve stejném časovém období)
- Sebehodnocení (žák sám posuzuje svoji práci, což by ho mělo aktivizovat, vést k vytyčování vlastních cílů, rozvoji samostatnosti, poznávání svých schopností, analyzování vlastních chyb, uvědomování si vlastního vývoje)

## Funkce hodnocení
Na základě hodnocení žáků podle Koláře:
- Motivační funkce (povzbuzuje žáka, může být odměnou za výkon, špatná motivace může vést k „otrávení“ žáka, někdy je zneužívána jako prostředek k udržení kázně)
- Informativní funkce (zpětná vazba, poskytuje informace o výkonu a úsilí žáka, jak se žák přiblížil svému cíli, jaké úrovně je jeho činnost v porovnání s dalšími žáky)
- Regulativní funkce (učitel reguluje další jednání žáka, kvalitu jeho práce, a to nejen konečný výsledek, ale i činnost samotnou)
- Výchovná funkce (hodnocení by mělo vést k formování pozitivních vlastností a postojů žáka – odpovědnost k okolí, vytrvalost, stejně jako sebevědomí a postoje k sobě samému)
- Prognostická funkce (na základě poznání žákových schopností, může učitel s určitou pravděpodobností předpokládat další žákovy vyhlídky do budoucna – výběr školy)
- Diferenciační funkce (možnost rozdělovat žáky podle výkonnosti – úsilím moderní didaktiky je tuto funkci hodnocení úplně zbavit)